# Грабовець (притока Олшави)
Грабовець (словац. Hrabovec) — річка; ліва притока Олшави, протікає в окрузі Кошиці-околиця.
Довжина приблизно 8.0 км. Витік знаходиться в масиві Солоні гори (геоморфологічна підодиниця Богота) — на висоті приблизно 435 метрів.
Протікає територією сіл Сланець; Ракош; Богдановце і Вишня Мишля. Впадає в Олшаву на висоті близько 190 метрів.[неавторитетне джерело]